# Philobrya crenatulifera
Philobrya crenatulifera is een tweekleppigensoort uit de familie van de Philobryidae. De wetenschappelijke naam van de soort is voor het eerst geldig gepubliceerd in 1892 door Tate.